# Pogonomyrmex imberbiculus
Pogonomyrmex imberbiculus is een mierensoort uit de onderfamilie van de Myrmicinae. De wetenschappelijke naam van de soort werd voor het eerst geldig gepubliceerd in 1902 door William Morton Wheeler.